# Individuele Behandeling van Afvalwater
Een Individuele Behandeling van Afvalwater, kortweg IBA, is een systeem dat het huishoudelijk afvalwater van een enkel gebouw zuivert.
Er bestaan verschillende soorten IBA-systemen, maar ze hebben als gemeenschappelijk kenmerk dat ze huishoudelijk afvalwater kleinschalig zuiveren. Huishoudelijk afvalwater bevat organisch materiaal, zwevende stoffen en nutriënten zoals ammonium en fosfaat. Een IBA is ontworpen om zo veel mogelijk organisch materiaal uit het afvalwater te halen dat anders bij afbraak opgeloste zuurstof uit het afvalwater zou onttrekken.
Een IBA verwijdert ook zwevende stoffen, maar biedt geen garantie voor het verwijderen van ammonium. De verwijdering van ammonium en andere vormen van stikstof is afhankelijk van de temperatuur, zodat de zuiveringsefficiëntie van een IBA varieert per seizoen. Een IBA maakt onder andere gebruik van opgeloste zuurstof om het afvalwater te zuiveren.
IBA's worden vaak geïnstalleerd bij gebouwen die niet aangesloten zijn op het rioleringsstelsel, bijvoorbeeld omdat ze te afgelegen zijn of omdat een hindernis zoals een spoorweg het lastig maakt om een aansluiting op de riolering aan te leggen. Het effluent van een IBA zou zuiver genoeg moeten zijn om het in een nabij gelegen waterlichaam zoals een gracht of beek te lozen.
De eenvoudigste vorm van IBA is een septische put ontworpen voor de behandeling van uitsluitend sanitair afvalwater. Een septische put verwijdert hoofdzakelijk zwevende stoffen en maakt deze vaste stoffen vloeibaarder. Hoewel een septische put ook het water van één gezin of gebouw zuivert, is de zuivering minder ver doorgedreven en zijn er geen zuiveringsprocessen die gebruik maken van in het water opgeloste zuurstof.

## Uitvoeringen
Een veelvoorkomende type IBA bestaat uit een tank met meerdere compartimenten. In het eerste compartiment treedt bezinking op van zand, vast organisch en andere zwevende materialen. In een tweede compartiment voorziet beluchting om zuurstof in het water te brengen. Er wordt een biofilm gevormd op een dragermateriaal zoals geweven metaaldraad of speciaal gevormde plastic elementen. Autotrofe bacteriën als Nitrosomonas, Nitrosospira, Nitrospira en Nitrobacter in de biofilm zetten ammonium uiteindelijk om in koolstofdioxide (CO₂), water en nitraat. In een laatste compartiment laat men het in de IBA gevormde biologisch slib bezinken. Deze uitvoering van een IBA bootst de voorbezinktank, beluchtingstank en nabezinktank van een rioolwaterzuiveringsinstallatie na.

## IBA in België
In Vlaanderen roepen Natuurpunt en De Watercoalitie op om het rioleringsbeleid bij te sturen en meer gebruik te maken van IBA's, omdat de slechte ruimtelijke ordening ervoor gezorgd heeft dat het aansluiten op een riolering van de laatste, ver afgelegen woningen uitermate duur is. Het uitgespaarde geld kan dan ingezet worden voor "nature based solutions" zoals natuurherstel van rivieren.

## IBA in Nederland

### Zorgplicht
In Nederland waren er in 2008 nog 65.000 percelen niet aangesloten op een riool dat naar een rioolwaterzuiveringsinstallatie leidt. In de Wet milieubeheer staat dat een gemeente verplicht is (de zogenaamde zorgplicht) al het afvalwater in te zamelen dat binnen haar grenzen vrijkomt, tenzij dit niet doelmatig geacht wordt. De doelmatigheid is een subjectief begrip dat door elke provincie bepaald wordt. In grote lijnen komt het er meestal op neer dat als de kosten van aansluiting op de riolering van een of meerdere percelen hoger is dan een bepaald drempelbedrag de gemeente niet verplicht is om riolering aan te leggen. De gemeente kan dan bij de provincie ontheffing van haar zorgplicht aanvragen. Dit betekent dat de eigenaar van een perceel verplicht is het afvalwater ter plaatse te zuiveren conform de geldende lozingenbesluiten.
Alle percelen die niet aangesloten zijn op de riolering, zijn sinds 1 januari 2005 verplicht om een werkende voorziening te hebben voor de verwerking van het afvalwater. Op veel plaatsen is dit door gemeente en waterschap ingevuld. Uiteindelijk zullen naar verwachting zo'n 40.000 percelen niet op de riolering aangesloten worden en dus voorzien worden van een systeem voor de individuele behandeling van afvalwater.

### Verbrede zorgplicht
Veel gemeenten kiezen er voor een verbrede zorgplicht toe te passen. Dit betekent dat de gemeente de IBA als een verlenging van het rioolstelsel ziet. Ze plaatst, beheert en vervangt de installatie. In de Wet gemeentelijke watertaken zijn IBA's in beginsel gelijkgesteld aan riolering. Om de werkzaamheden te bekostigen wordt geput uit de gemeentelijke rioolheffing.
Het waterschap Rivierenland betaalt een deel van het onderhoud aan de IBA's die bij gemeenten in beheer zijn. De gedachte hierachter is dat de IBA in feite een zeer kort rioolstelsel is met direct daaraan gekoppeld een zuiveringsproces. De gebruikers van IBA's betalen de volledige verontreinigingsheffing, terwijl eigenaren van een IBA in bepaalde gevallen korting kunnen krijgen op de verontreinigingsheffing.

### Classificatie IBA's
Er zijn vier klassen IBA's: klasse 1 is een septische put, terwijl IBA's van klasse 2, 3A en 3B voldoen aan KIWA certificatie-eisen die een bepaalde mate van (aanvullend) zuiveringsrendement weergeven. Een klasse 2 IBA verwijdert met name zwevende stoffen, een klasse 3A IBA verwijdert ook stikstof en een klasse 3B IBA verwijdert daarnaast ook fosfaat.

### Werking IBA's
Een IBA klasse 1 is een bijzondere septische put, met een inhoud van minimaal 6 m³ verdeeld in 3 compartimenten in een verhouding van 2:1:1. Een IBA klasse 2 of 3 kan bestaan uit twee of drie tanks of compartimenten. Te weten, een voorbezinktank waar de zwaardere (niet-organische) delen bezinken, een actief-slibtank met beluchtingsinstallatie, gevolgd door een nabezinktank waar de vaste stoffen en bacterievlokken bezinken. De zuivering vindt in tegenstelling tot een septische put plaats onder aerobe omstandigheden. Bacteriën breken daar het organisch materiaal af.
Het effluent uit een IBA klasse 2 of 3 moet nagenoeg helder zijn.

## Nazuivering

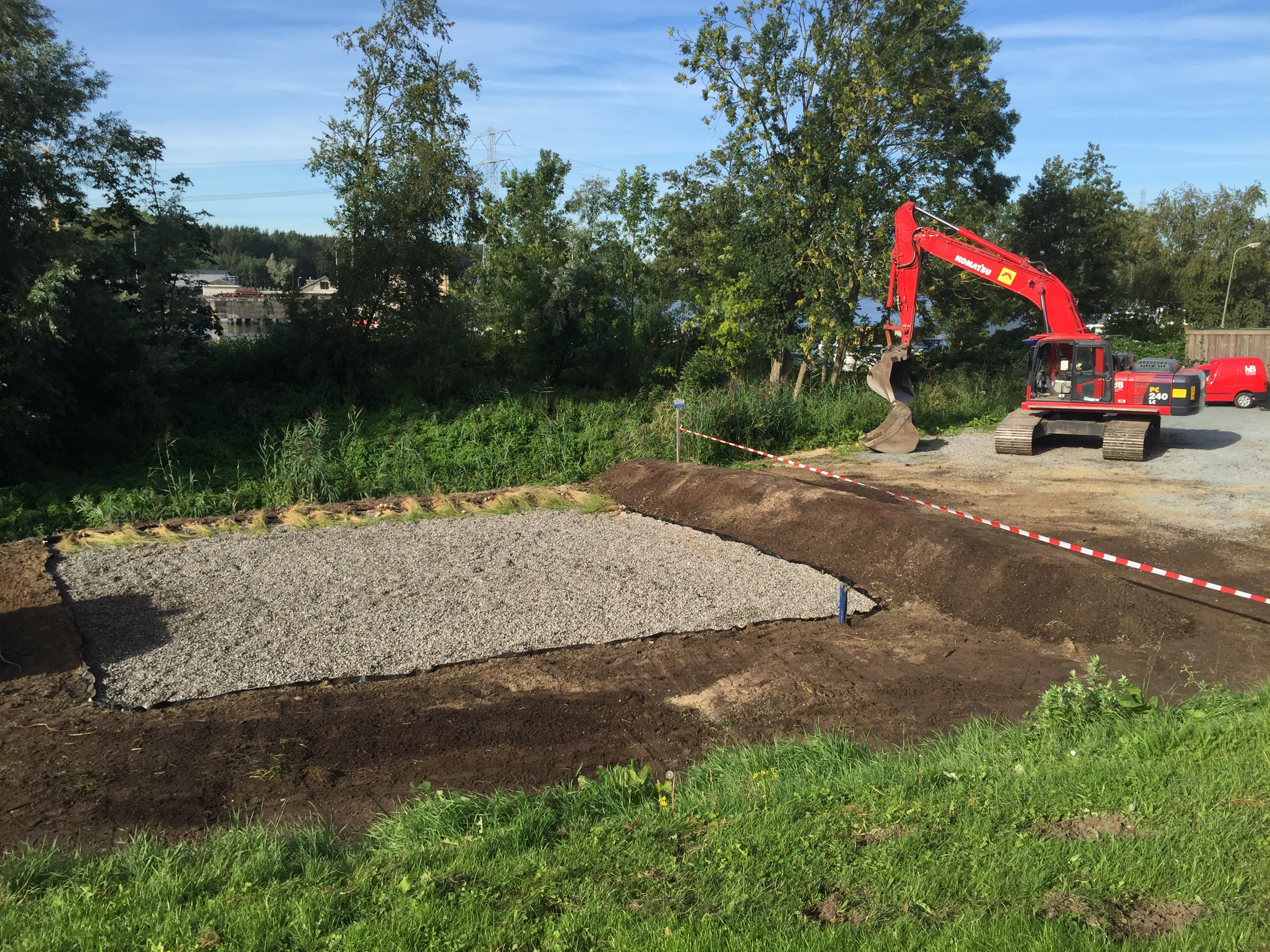
Aanleg Helofytenfilter

Een helofytenfilter of rietzandfilter is een bijzondere IBA voor het nazuiveren van afvalwater die men kan aanleggen indien men veel ruimte ter beschikking heeft. Voor huishoudelijk afval water geldt een vuistregel van 4 m² filter per persoon voor kleine systemen. Dit kan worden teruggebracht naar 1 m² per persoon door extra zuurstof toe te voegen onder in het filterbed. Het afvalwater wordt via een pomp over het filter gepompt, of vloeit er door de zwaartekracht in. Via de holle stengels van het riet komt zuurstofgas in het water. Alle zuiveringsprocessen spelen zich af op en rond het wortelstelsel van het riet. Bacteriën groeien rond de wortels en zetten het organisch materiaal om. De wortels en het zand, schelpen of grind waarin het riet groeit, zorgen voor de filtratie van het afvalwater.
Ook een beplanting met wilgen kan werkzaam zijn bij het nazuiveren van afvalwater. Wilgen verdampen in vergelijking tot riet veel meer water gedurende voorjaar, zomer en herfst. Door het opnemen en verdampen van door het filter gezuiverd afwater wordt de capaciteit van het systeem vergroot.